# Гарите Каруша (Трапани)
Гарите Каруша је насеље у Италији у округу Трапани, региону Сицилија.
Према процени из 2011. у насељу је живело 24 становника. Насеље се налази на надморској висини од 44 м.